# Bílá Strž
Bílá strž je strž na katastrálním území obcí Hamry na Šumavě a Hojsova Stráž, chráněná jako národní přírodní rezervace pod pravopisně chybným názvem Bílá Strž. Péčí o přírodní rezervaci je pověřena Správa Národního parku Šumava.
Podle některých zdrojů je sem situován děj opery Carla Marii von Webera Čarostřelec.

## Geografie
Chráněné území se nachází v Národním parku Šumava v nadmořské výšce 735 až 1086 metrů na severovýchodních svazích hraničního Královského hvozdu, zhruba 1 km od hranice s německou spolkovou zemí Bavorsko. Ledovcové Černé jezero s Jezerní stěnou je vzdáleno necelý 1 km vzdušnou čarou na východ od hranic rezervace Bílá Strž. Nejvyššími vrcholy v okolí jsou Svaroh (1334 m n. m.) a Velký Kokrháč (1228 m n. m.).

## Předmět ochrany
Předmětem ochrany je hluboce zaříznuté skalnaté údolí Bílého potoka s četnými stupni, peřejemi a stejnojmenným vodopádem, včetně přirozených lesních porostů tvořených zejména květnatými bučinami, horskými acidofilními bučinami a azonálními smrčinami, typy přírodních stanovišť a druhy, pro které byla vyhlášena evropsky významná lokalita Natura 2000 Šumava a které se nacházejí na území národní přírodní rezervace. Lokalita je zároveň součástí ptačí oblasti Šumava a chráněné krajinné oblasti Šumava coby ochranného pásma zdejšího národního parku.

## Dostupnost
Nejbližší spojení vlakem je do stanice Hamry – Hojsova Stráž na železniční trati Plzeň – Železná Ruda. Z nádraží vede žlutě značená turistická cesta k cca 2,2 km vzdálenému rozcestí Bílý potok, kde se napojuje na modrou značku, naučnou stezku Z Hamrů na Ostrý a cyklotrasu č. 2102. Po cca 700 metrech se žlutá značka opět odpojuje, stáčí k jihu a míří přes západní část území rezervace přímo k vodopádům Bílá strž. Rezervace je též dostupná po červeně značené turistické cestě a cyklotrase č. 2055, která vede od Černého jezera na západ.